# ミンダナオの戦い (1596年)
ミンダナオの戦い（Battle of Mindanao）は、1596年にマギンダナオ王国・スペイン連合とブアヤン王国との間でミンダナオ島で発生した戦い。

## 概要
スペイン側が上陸しマギンダナオ王国軍と合流、ミンダナオ河を遡りブアヤン王国領内に侵攻した。この戦いでスペイン側のエステバン・ロドリゲス・デ・フィゲロア司令官が戦死し、指揮を引き継いだ副将フアン・デ・ラ・ハラがマギンダナオ王国領内のタンパカンにまで撤退した。
この戦いの結果、スペイン側は最終的にタンパカンからも撤退し、ラ・カルデラ（現ザンボアンガ）に砦を構築した。